# Danzigs voetbalkampioenschap 1925/26
In 1925/26 werd het veertiende Danzigs voetbalkampioenschap gespeeld, dat georganiseerd werd door de Baltische voetbalbond. 
VfL Danzig werd kampioen en plaatste zich voor de Baltische eindronde. Vanaf dit jaar mocht ook de vicekampioen naar de eindronde. In een groepsfase met zes clubs eindigden beide clubs onderaan. 

## Eindstand
| Plaats | Club                     | Wed. | W | G | V  | Saldo | Ptn. |
| ------ | ------------------------ | ---- | - | - | -- | ----- | ---- |
| 1.     | VfL Danzig               | 12   | 7 | 4 | 1  | 26:15 | 18   |
| 2.     | Danziger SC 1912         | 12   | 7 | 3 | 2  | 33:21 | 17   |
| 3.     | SV 1919 Neufahrwasser    | 12   | 7 | 2 | 3  | 40:20 | 16   |
| 4.     | TuFC Preußen 1909 Danzig | 12   | 7 | 1 | 4  | 29:20 | 15   |
| 5.     | SV Schutzpolizei Danzig  | 12   | 5 | 3 | 4  | 32:27 | 13   |
| 6.     | SV Ostmark Danzig        | 12   | 2 | 0 | 10 | 12:30 | 4    |
| 7.     | SC Wacker Schidlitz      | 12   | 0 | 1 | 11 | 14:53 | 1    |

|  | Kampioen, geplaatst voor eindronde |
|  | Geplaatst voor eindronde           |
|  | Degradatie                         |